# جورج فرنسيس سوير
جورج فرنسيس سوير (بالإنجليزية: George Francis Sawyer)‏ هو سياسي بريطاني (وحمل سابقاً جنسية المملكة المتحدة لبريطانيا العظمى وأيرلندا)، ولد في 1871، وتوفي في 1960. في الانتخابات العامة في المملكة المتحدة 1929 ‏، انتخب عضو برلمان المملكة المتحدة الـ35 عن دائرة Birmingham Duddeston (UK Parliament constituency) ‏ (30 مايو 1929 – 7 أكتوبر 1931).